# Balogh Zsuzsa
Balogh Zsuzsa (Budapest, 1943. május 4. – Jászberény, 2020. május 30.) Jászai Mari-díjas magyar színésznő.

## Életpályája
„Hogyan lettem színésznő? Gondoltam egyet, s a Műszaki Egyetem mellett a Színművészetire is jelentkeztem. Amikor megérkezett a felvételi behívó a Műszakira, már színművészeti főiskolás voltam...”

1961–1965 között a Színház- és Filmművészeti Főiskola hallgatója volt. 1965–1969 között a Nemzeti Színház színésznője volt. 1969-től 5 évig a Miskolci Nemzeti Színházban játszott. 1974–1975 között a Pécsi Nemzeti Színház tagja volt. 1975-től 11 évig a Budapesti Gyermekszínházban lépett fel. 1986–1993 között a debreceni Csokonai Színházban szerepelt. 1993-tól szabadfoglalkozású színművész volt.

## Színházi szerepei
A Színházi adattárban regisztrált bemutatóinak száma 66; ugyanitt tíz színházi felvételen is látható.
- Guthi Soma: A kormánybiztos... Zsuzsi
- Georg Büchner: Danton halála...
- Prosper  Mérimée: Az asszony - ördög... Mariquitta
- Federico García Lorca: Rosita leányasszony... Második vénlány
- Füst Milán: Negyedik Henrik király... Himeltraud kisasszonx
- Bertolt Brecht: Kivétel és szabály... A kuli felesége
- Radnóti Miklós: Emlékezés Radnóti Miklósra...
- Szophoklész: Elektra... Krizothemis
- William Shakespeare: Második Richárd... A királyné
- Priestley: A Conway család... Kay
- Hubay Miklós: Szüless újra kedves... A lány
- Peter Weiss: Jean Paul Marat üldöztetése és meggyilkolása ahogy a charentoni elmegyógyintézet színjátszói előadják de Sade úr betanításában... Első ápolt
- Drzic: Dundo Maroje... Péré
- Déry Tibor: Bécs, 1934... Kornis Éva
- Luigi Pirandello: A csörgősipka... Nina
- Arthur Miller: A bűnbeesés után... Elsie
- William Shakespeare: Tévedések vígjátéka... Kurtizán
- Stendhal: Vörös és fekete... Mathilde
- Choinski: Riadó... Nő
- Mesterházi Lajos: A tizenegyedik parancsolat... Márta
- Bródy Sándor: A tanítónő... Tanítónő
- Dreiser: Amerikai tragédia... Roberta Alden
- Berkesi András: Berci bácsi... Szathmáry Vera
- Vörösmarty Mihály: Csongor és Tünde... Ledér
- William Shakespeare: Othello... Bianca
- Barta Lajos: Szerelem... Lujza
- Jókai Mór: Az aranyember... Tímea
- Száraz György: II. Rákóczi Ferenc... Julianka
- Jevgenyij Lvovics Svarc: A hókirálynő... Hókirálynő
- Valentyin Petrovics Katajev: Magányos fehér vitorla/Távolban egy fehér vitorla... Tatyjána Ivanovna
- Borisz Rabkin: Halhatatlan őrjárat... Anna
- Alan Alexander Milne: Micimackó... Micimackó
- Rosal-Tadzsibajev: Dzsomári szőnyege... Gauthardász
- Horgas Béla: Ciki, te boszorkány... Dáma
- Csukás István: Pintyőke cirkusz, világszám... Paprikajancsi és bohóc
- Charles Dickens: Karácsonyi ének... Bella Dilber
- Szigligeti Ede: Liliomfi... Kamilla
- Henrik Ibsen: A vadkacsa... Sörbyné
- Heltai Jenő: Szépek szépe... Manci
- Robert Louis Stevenson: A kincses sziget... Lady Hawkins
- Képes Géza: Mese a halászlányról... Királyné
- Kapecz-Pataki: Tündér a padláson... Piri néni
- Dorst-Ehler: Amálka... Az Érett Körte
- William Shakespeare: Hamlet... Gertrúd
- Carlo Goldoni: Csetepaté Chioggiában... Pasqua asszony
- Ugo Betti: Bűntény a kecskeszigeten... Agata
- Vajda Anikó - Vajda Katalin - Dobozy Imre - Ránki György - Garai Gábor: Villa Negra... Csordásné
- Johann Wolfgang von Goethe: Stella... Fogadósné
- Friedrich Dürrenmatt: A milliomosnő látogatása... Ill. Vegyeskereskedő felesége
- Horváth Péter: A padlás... Mamóka
- Alekszandr Nyikolajevics Osztrovszkij: Hozomány nélküli menyasszony... Harita Ignátyevna Ogudalova
- Huszka Jenő - Martos Ferenc: Lili bárónő... Illésházy Krisztina grófnő
- Molière: Tartuffe... Dorine
- Sütő András: Egy lócsiszár virágvasárnapja... Mária
- Robert Thomas: Charley nénje... Donna Lucia D'Alvadorez
- Alfonso  Paso: Hiszi? Nem hiszi?... Rosa
- Molnár Ferenc: Lilom... Muskátné
- Márai Sándor: Szerep... Grófnő
- Márai Sándor: Családi kérdés... Flóra
- Noël  Coward: Vidám kísértet... Mme Arcati
- Lönnrot: Kalevala... Lemminkejnen anyja
- Parti Nagy Lajos: Ibusár... Anyuska
- Claude Magnier: Oscar... Madame Barnier

## Filmjei
| - Jó utat, autóbusz (1961) - Özvegy menyasszonyok (1964) - Karambol (1964) - Nadrág és szerelem (1966) - Közbejött apróság (1966) - A férfi egészen más (1966) - Apa (1966) - Vreckari (1967) - Ünnepnapok (1967) - Keresztelő (1968) - Szindbád (1971) - Hekus lettem (1972) - Lila ákác (1973) - Egy nap tavasz (1974) | - Az élő Antigoné (1968) - Szeptember végén (1973) - És mégis mozog a föld (1973) - Az öreg bánya titka (1973) - Karancsfalvi szökevények (1976) - Székács a köbön (1978) - Don Juan és a kővendég (1978) - Gyilkosság házhoz szállítva (1980) - Vihar a lombikban (1980) (1985-ben adták le) |